# Окуджава Булат Шалвович
Була́т Ша́лвович Окуджа́ва (рос. Булат Шалвович Окуджава, нар. 9 травня 1924, Москва — †12 червня 1997, Париж) — бард, радянський російський поет, композитор, прозаїк і сценарист.

## Загальний опис

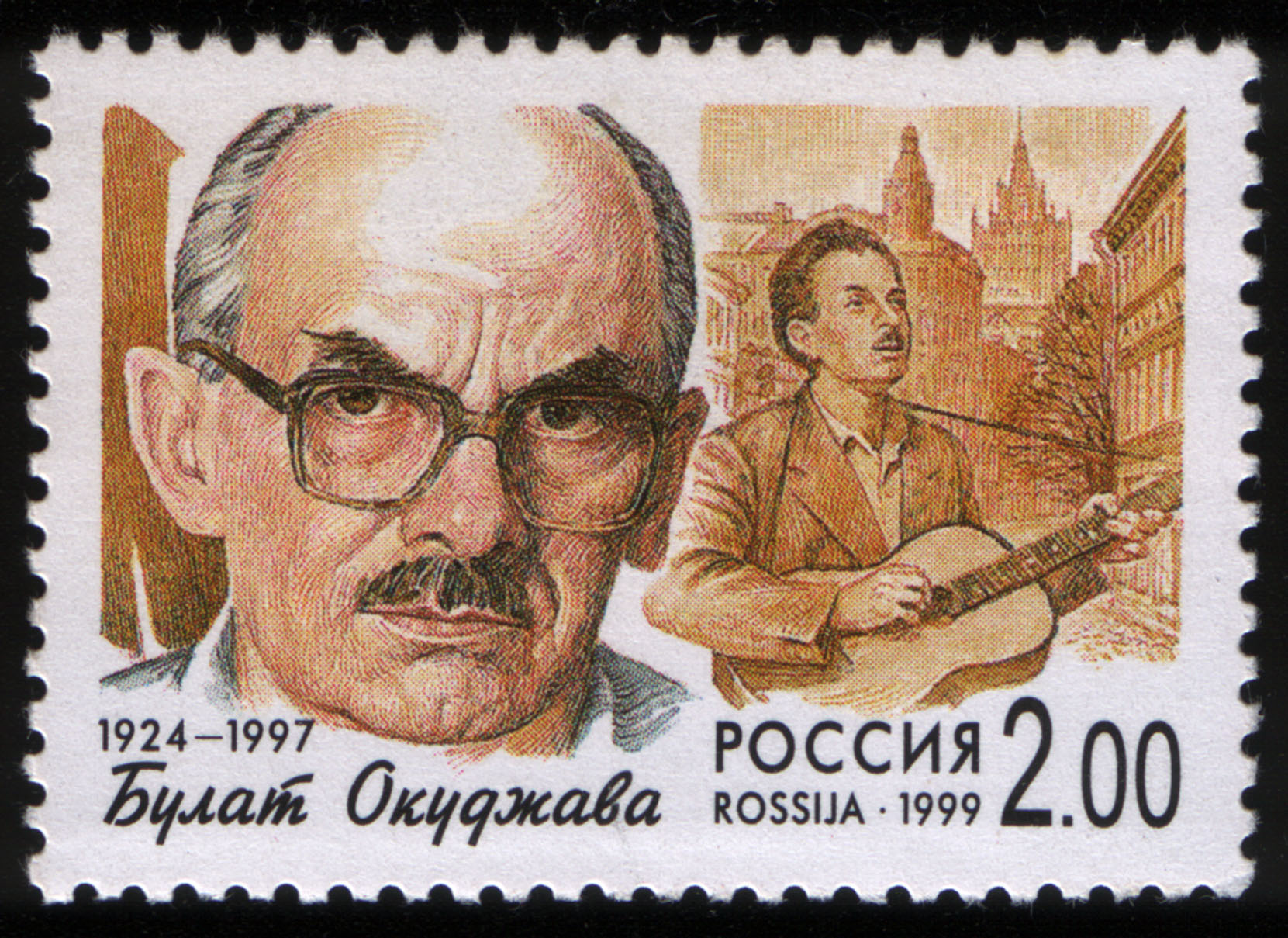
Поштова марка Росії із серії «Популярні співаки російської естради», присвячена Булату Окуджаві, 1999, 2 рубля (Каталог ИТЦ 539, Скотт 6546)

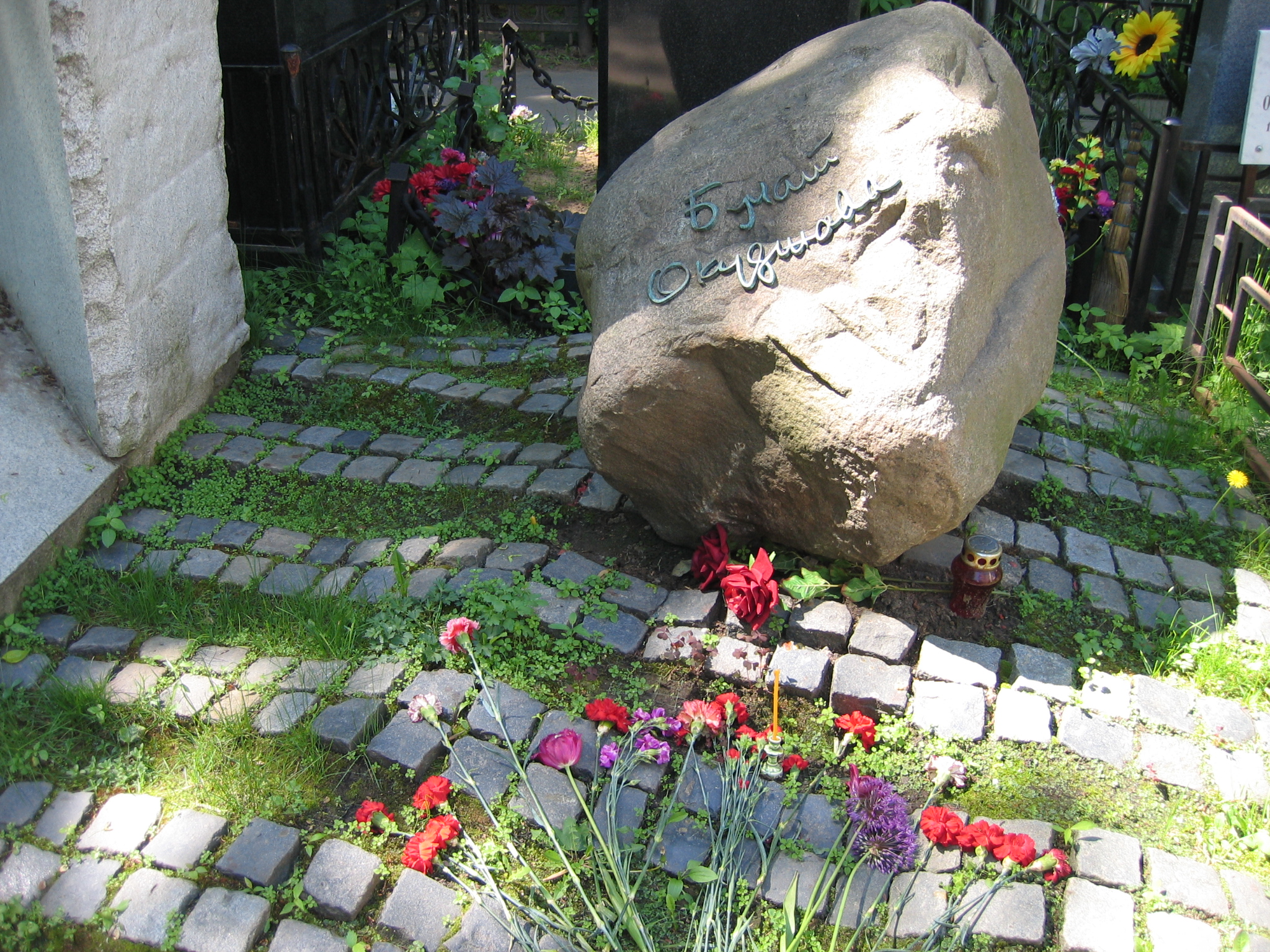
Могила Булата Окуджави на Ваганьківському кладовищі

Автор близько двохсот пісень, написаних на власні вірші, один із найяскравіших представників жанру авторської пісні.
Булат Шалвович Окуджава народився в Москві в 1924 році. Його батько, відповідальний партійний працівник, став жертвою репресій, а матір було заслано до табору. За національністю батько Шалва Окуджава був грузином, а мати, Ашхен Налбандян — вірменкою. Мати була племінницею відомого вірменського поета Вагана Теріана. Незважаючи на національне походження, Булат Окуджава писав лише російською мовою.
У 1942 році майбутній поет йде добровольцем на фронт, де був поранений по дорозі на фронт під час бомбардування ешелону. Після війни Окуджава навчається в Тбіліському університеті, після закінчення якого викладає російську мову і літературу.
Перша пісня Окуджави, написана на Північно-Кавказькому фронті в 1943 році, не збереглася. Другу пісню було написано в 1946 році.
Перша книга з його творами вийшла в 1958 році і, за визначенням Євгена Євтушенка, «була дуже слабкою». Дійсно всесоюзну славу Булат Шалвович одержав після того, як почав писати музику для своїх віршів і привселюдно виконувати ці пісні. Були часи, коли твори Окуджави можна було почути й у концертних залах, і в студентських гуртожитках, і на вулиці.
Помер 12 червня 1997 року в Парижі. Похований на Ваганьковському кладовищі в Москві.

### Збірки
- «Март великодушний» (1967),
- «Арбат, мій Арбат» (1976),
- «Вірші» (1984),
- «Обране» (1989),
- «Присвячується вам» (1988),
- «Милості долі» (1993),
- «Зал очікування» (Нижній Новгород, 1996),
- «Чаювання на Арбаті» (1996),
- Булат Окуджава. 20 пісень для голоса і гітари.- Краків: Польске муз. вид-во, 1970.- 64 с.
- Булат Окуджава. 65 пісень (Музичний запис, редакція, складання В.Фрумкин). Ann Arbor, Michigan: Ardis, т.1 1980, т.2 1986.
- Пісні Булата Окуджави. Мелодії і тексти. Укладач і автор вступної статті Л. Шилов, музичний матеріал записаний А.Колмановским з участю автора).- М. Музика, 1989.- 224 с.

## Пам'ять
- Вулиці імені Булата Окуджави існують у Москві, Калузі, Нижньому Тагілі.
- 3149 Окуджава — астероїд, названий на честь митця.